# Harpine
Harpine is een proteïne dat in de natuur geproduceerd wordt door Erwinia amylovora, de bacterie die bacterievuur veroorzaakt bij appel, peer en andere vruchten. Dit eiwit is een biologisch pesticide: als een plant ermee besproeid wordt, activeert het de natuurlijke groei- en afweermechanismen van de plant; het veroorzaakt een hypersensitieve respons. Daardoor gaat de plant zichzelf beschermen tegen een brede waaier van plantenziekten, en tegelijk stimuleert harpine de opname van nutriënten en de fotosynthese, zodat de groei verhoogt en de opbrengst en kwaliteit van de oogst verbeteren.
Omdat harpine de pathogene organismen niet doodt of beschadigt, geeft het ook geen aanleiding tot de opbouw van resistentie in die organismen. Het kan dan ook gebruikt worden om organismen te bestrijden die resistentie hebben ontwikkeld tegen conventionele chemische bestrijdingsmiddelen. Harpine is getest op economisch belangrijke gewassen zoals katoen, tarwe, citrus, tabak, tomaat en pepers. Het is werkzaam tegen bacteriële en schimmelziekten en plantenvirussen zoals het mozaïekvirus, en het weert ook sommige insecten af.
Harpine is een zuur, hittestabiel eiwit met een moleculaire massa van ongeveer 44 kilodalton. Het is weinig tot niet toxisch voor dieren en breekt snel af in het milieu. Harpine is ontdekt door dr. Zhong-Mein Wei en zijn collega's van de Cornell-universiteit. Het Amerikaanse bedrijf EDEN Bioscience ontwikkelde het commerciële product Messenger op basis van harpine. In 2000 gaf het Environmental Protection Agency een toelating voor het gebruik van Messenger als een biochemisch pesticide in de laagste gevarenklasse, categorie IV. De toelating werd in 2002 voor onbepaalde tijd verlengd. De productie op commerciële schaal van harpine gebeurt door een speciale, genetisch gemodificeerde vorm van Escherichia coli. EDEN Bioscience verkocht begin 2007 haar harpinetechnologie aan het bedrijf Plant Health Care, dat in 2008 een contract ondertekende met Monsanto voor de toepassing van harpine voor zaadbehandeling. PreTect, een vloeibare bladbemesting en groeibevorderaar van Plant Health Care bevat ook harpine.